# Apiúna
Apiúna é um município brasileiro do estado de Santa Catarina. Localiza-se a uma latitude 27º02'08" sul e a uma longitude 49º23'23" oeste, estando a uma altitude de 87 metros. Possui uma área de 492,644 km² e sua população, conforme estimativa do IBGE de 2021, é de 10 951 habitantes. A economia da cidade é baseada principalmente na indústria têxtil e no turismo, devido à sua localização próxima a belas cachoeiras e rios.

## História
Esta colônia foi fundada em 1878 por imigrantes italianos; sendo estes sobrevindos posteriormente por famílias alemãs, polonesas e açorianas. A pequena vila viria a se tornar um município somente 110 anos após sua fundação, 4 de janeiro de 1988, desmembrada de Indaial. O município antes denominado Aquidaban está localizado no alto dos picos que circundam a região. No vale encontra-se uma cidade nas proximidades da rodovia BR-470.
A partir de 1º de janeiro de 1944, depois de uma revisão territorial, Aquidaban passou a se chamar Apiúna. Na língua tupi-guarani, Apiúna significa 'cabeço negro', uma referência a montanha arredondada e escura que existe na cidade, o Morro Dom Bosco que tem 390 metros de altura.
Apiúna tem como destaques turísticos as suas cachoeiras que são mais de 80 em todo o município, a Maria Fumaça que é um agradável passeio de trem pela via recuperada da Estrada de Ferro Santa Catarina (EFSC), o Morro Dom Bosco, Morro da Cruz e Morro do Bicudo para os fãs de belas paisagens, sem esquecer do Rafting para os aventureiros.  
Em 15 de maio de 2015, foi classificado como um dos dois únicos municípios a atingirem o índice de transparência 10 num patamar municipal, considerado o nível máximo. O outro município foi São Paulo.

## Emancipação
Apiúna foi fundada em 30 de dezembro de 1961, sendo originalmente um distrito do município de Indaial. Em 20 de dezembro de 1995, Apiúna se tornou um município autônomo, através da Lei Estadual n.º 9.875. A emancipação política da cidade foi o resultado de um longo processo de mobilização política e social da população local, que reivindicava maior autonomia e representatividade política para a região. Desde então, Apiúna tem buscado promover o desenvolvimento econômico e social da cidade, com um forte foco na preservação ambiental e na valorização da cultura local.

## Cultura
A cultura de Apiúna é influenciada por diversos fatores históricos e geográficos, que tornam a cidade única e rica em tradições. Um dos aspectos mais marcantes da cultura local é a influência da imigração europeia, especialmente de alemães e italianos, que se instalaram na região a partir do final do século XIX.
Outro aspecto importante da cultura de Apiúna é a religiosidade, que se manifesta em diversas festas e celebrações ao longo do ano. A festa de São Sebastião é uma das mais tradicionais da cidade, com procissões, missas e festividades populares. Além disso, a cidade possui várias igrejas e templos religiosos, que fazem parte do patrimônio cultural local.
A música e a dança também são muito valorizadas em Apiúna, com grupos de dança folclórica e bandas de música típica alemã e italiana. A cidade promove diversos festivais de música e cultura popular, que atraem artistas e turistas de todo o país.
Por fim, a natureza exuberante da região é um dos principais atrativos da cultura de Apiúna, com cachoeiras, rios e montanhas que oferecem opções de lazer e turismo sustentável. A preservação ambiental é um valor muito importante para a cidade, que busca promover o desenvolvimento econômico da região sem comprometer a beleza natural e a qualidade de vida da população.

## Economia
O setor industrial é o principal motor da economia de Apiúna, com a presença de diversas empresas nos setores têxtil (Brandili Têxtil, FBR Têxtil, Cativa Têxtil e entre outras), metalúrgico (Metalurgica Guse, Metalúrgica Dupires), alimentício e de embalagens. Destaca-se a produção de tecidos, confecções e produtos derivados de madeira. A cidade também possui uma forte presença de indústrias familiares, que produzem principalmente móveis e confecções.
Além disso, o turismo é uma atividade econômica importante em Apiúna, principalmente devido à sua localização privilegiada próxima ao Vale Europeu. A cidade é conhecida por suas belezas naturais, como rios, cachoeiras e trilhas, além de atrativos culturais.

Outras atividades econômicas importantes em Apiúna incluem a agricultura, com destaque para a produção de banana, café e hortaliças, e o comércio, que é impulsionado principalmente pela presença de empresas industriais na região.